# Berlin (Géorgie)
Pour les articles homonymes, voir Berlin (homonymie).
Berlin est une ville américaine située dans le comté de Colquitt, en Géorgie. Selon le recensement de 2020, sa population est de 511 habitants.